# Вінницька єпархія УПЦ (МП)
Вінницька єпархія — єпархія УПЦ МП на території частини Вінницької області, до якої входять 7 районів: Барський, Вінницький, Жмеринський, Калинівський, Козятинський, Літинський та Хмільницький і 4 міста обласного значення: Вінниця, Жмеринка, Козятин, Хмільник.
Єпархія заснована 7 вересня 1933 року реорганізацією з Вінницького вікаріатства Подільської і Брацлавської єпархії. З 1943 року — Вінницька і Кам'янець-Подільська єпархія, з 1945 року — Вінницька і Брацлавська. З 1990 року в складі УПЦ МП. 4 жовтня 1994 року розділена Указом Священного Синоду УПЦ на Тульчинську з центром у м. Тульчин і Вінницьку з центром у м. Вінниця. 5 січня 2013 року остання була розділена на Вінницьку та Могилів-Подільську єпархії (до першої від Тульчинської єпархії було приєднано Козятинський район).

## Історія

### Вінницька єпархія в 1933—1989
Першим архієреєм на Вінницькій кафедрі був сщмч. єпископ Олександр (Петровський), один з видатних[джерело?] архіпастирів України. У 1934 року він був членом тимчасового патріаршого Священного Синоду при заступнику патріаршого місцеблюстителя митрополиті Сергії (Страгородському). Єпископа Олександра змінив 23 квітня 1937 р. сщмч. архієпископ Інокентій (Тихонов), 29 жовтня він був арештований, а в листопаді розстріляний у Вінниці. Невідомо, чи були призначення на Вінницьку кафедру з 1938 по 1941 р.
У серпні 1941 р. більшість православних єпископів, котрі опинилися на окупованій території України, зібралися на Собор у Почаївській Лаврі і проголосили створення автономної УПЦ, яку очолив митрополит Олексій (Громадський). Він подбав про те, щоб замістити кафедри в містах, котрі до 1939 р. знаходилися в складі Радянського Союзу, на Вінницьку кафедру був призначений єпископ Євлогій (Морковський).
У липні 1942 року глава Української автокефальної Православної Церкви єпископ Полікарп (Сікорський) у своєму посланні до пастви оголосив про повний розрив канонічного та євхаристичного спілкування з автономною церквою. Автокефалісти, користуючись заступництвом з боку окупаційної влади, відкривали нові кафедри в Україні, у тому числі у Вінниці, де кафедру, будучи одруженим, очолював «єпископ» Григорій.[джерело?]
У роки війни багатьом релігійним громадам повернули церковні будинки, що належали їм раніше. У березні 1944 р. у Вінницькій єпархії діяли 839 церковних громад, 4 жіночих монастиря, (з яких до 1955 р. залишилися тільки два — Браїлівський і Барський, на парафіях служили 405 священнослужителів. Постійною турботою єпископа Варлаама (Борисовича; 13 травня 1945 р. — 3 січня 1946 р.) було забезпечення приходів духовенством. При єпископі Варлаамі були організовані православні курси, на які в 1945—46 р. було прийнято 40 осіб. Якщо в роки окупації церковним громадам були повернуті культові спорудження, що належали їм раніше, то з березня 1944 р. їх знову стали відбирати і передавати під школи, клуби, склади тощо.
На 1.01.1950 р. діяли 717 церков. Через сім років, на 1.01.1957 р. їх залишилося тільки 601. Гоніння підсилилися в 60-х роках. У 1961 р. число парафій у єпархії скоротилося з 513 до 425. У наступному році — до 384. У 1962 р. у Вінниці був закритий кафедральний Преображенський собор, після чого функції кафедрального виконував собор Різдва Пресвятої Богородиці. На початок 1970 р. в єпархії залишалося 337 парафій, на яких служили 151 священик і 2 диякони.

### Після 1989
Кінець 80-х — початок 90-х рр. ознаменувалися ростом кількості парафій у єпархії. 1988 року Вінницька єпархія брала участь у загальноцерковних торжествах з нагоди 1000-річчя Хрещення Русі. У 1990 р. Церкви був повернутий Преображенський собор. Він знову став кафедральним собором Вінницьких архієреїв. Число приходів до 1994 р. досягло 561. У 1997 р., після відділення в 1994 р. Тульчинської єпархії, у Вінницькій єпархії нараховувалося 312 парафій, у тому числі 10 — у м. Вінниця; у єпархії служили 166 священиків і 8 дияконів.
У жовтні 2022 року СБУ викрила митрополита Тульчинського та Брацлавського УПЦ МП Анатолія Єлецького (Іонафана) з Вінницької єпархії у роботі на РФ, Анатолій виправдовував війну РФ проти України та розпалював міжконфесійну ворожнечу серед вірян.

## Архієреї
- сщмч. архієп. Олександр (Петровський); (25 вересня 1933 р. — 20 травня 1937 р.),
- сщмч. архієп. Інокентій (Тихонов); (23 квітня — 29 листопада 1937 р.),
- єп. Дамаскін (Малюта); (1941 - 1942)
- єп. Євлогій (Марковський); (23 липня 1942 р. −1943 р.)
- єп. Максим (Бачинський); (керував єпархією в 1944 р.);
- єп. Варлаам (Борисевич); (13 травня 1945 р. — січень 1946 р.), у 1946 р. єпархією керував прот. М. М. Салата;
- єп. Іаков (Заїка); (2 лют. 1947 р. — 18 лист. 1948 р.),
- єп. Анатолій (30 січн. 1949 р. — 27 груд. 1951 р.),
- єп. Інокентій (Зельницький); (1951 р.-1952 р.);
- єп. Андрій (Сухенко); (1952 р.-1955 р.),
- архієп. Симон (Івановський); (17 жовтня 1955 р. — 14 серпня 1961 р.),
- архієп. Іоасаф (Лелюхін) (14 сер-пня 1961 р. — 30 березня 1964 р, з 25 лют. 1964 р. — архієп.),
- архієп. Аліпій (Хотовицький); 30 березня 1964 р. — 11 лист. 1975 р., з 24 квіт. 1966 р. архієп.),
- єп.Агафангел (Саввін); 16 лист. 1975 р. — верес. 1991 р., частково в 1992 р. — з 9 вересня 1981 р. архієп., з 10 квіт. 1989 р. митр.,
- архієп. Феодосій (Дикун); верес. 1991—1992),
- архієп.Макарій (Свистун) з 22 червня 1992 по 4 червня 2007 р. з 11 квітня 2001 р. -митр.).
- єпископ Пантелеймон (Бащук) — єпископ Шаргородський, вікарій Вінницької єпархії, тимч. вик. обов. керуючого з 1 по 10 червня.
- митрополит Симеон (Шостацький) — з 10 червня 2007 по 17 грудня 2018 р.
- митрополит Варсонофій (Столяр) із 17 грудня 2018 р.

## Статистичні дані
Станом на 7 червня 2022 року єпархія має 212 парафій, у тому числі 2 жіночих та 2 чоловічих монастирі. Пастирське служіння у Вінницькій єпархії УПЦ МП звершує 183 священнослужителів.

## Монастирі

### Чоловічі
- Лемешівський Іоанно-Богословський чоловічий монастир
- Вінницький Іллінський чоловічий монастир

### Жіночі
- Барський на честь Барської ікони Пресвятої Богородиці жіночий монастир

- Браїлівський Свято-Троїцький жіночий монастир